# عبدالقادر مجرمش
عبدالقادر مجرمش (عربی: عبد القادر مجرمش؛ زادهٔ ۲۵ ژوئن ۱۹۸۸) بازیکن فوتبال اهل سوریه است.
از باشگاه‌هایی که در آن بازی کرده‌است می‌توان به باشگاه ورزشی الشرطه (سوریه)، باشگاه ورزشی النصر، باشگاه ورزشی الجیش (سوریه)، باشگاه ورزشی الفتوه، و باشگاه ورزشی الوثبه اشاره کرد.
وی همچنین در تیم‌های ملی فوتبال زیر ۲۳ سال سوریه، و سوریه بازی کرده‌است.